# Chueca (Madrid)

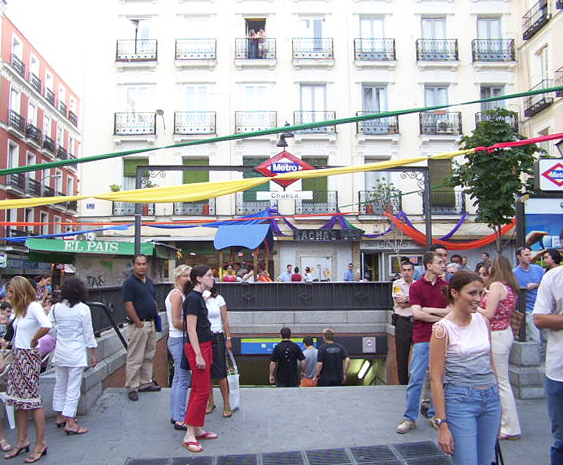
U-Bahn-Station an der Plaza de Chueca

Chueca ist ein Stadtviertel im Zentrum der spanischen Hauptstadt Madrid. Seinen Namen hat der Stadtteil von einem kleinen Platz, der Plaza de Chueca, der in der Mitte des Viertels liegt und an den spanischen Komponisten Federico Chueca erinnert. An der Plaza de Chueca befindet sich die Metrostation Chueca.
Gegen Ende der 1970er Jahre wurde Chueca als gefährliches Viertel mit Drogenkriminalität und Prostitution angesehen, obwohl dieser Ruf möglicherweise später auch übertrieben dargestellt wurde. Ab 1981 nahmen sich Schwule und Lesben des Viertels an, eröffneten Cafés und Geschäfte und kauften Wohnungen, womit sich hier das Lesben- und Schwulenviertel in Madrid etablierte. Schon in den 1990ern hatte sich Chueca zum größten und bekanntesten Schwulen- und Lesbenviertel Spaniens entwickelt. Restaurants, Cafés, Designergeschäfte, Boutiquen und Diskotheken sind entstanden. In seiner Kulturgeschichte der Homosexualität in Spanien im 20. Jahrhundert spricht Alberto Mira vom „Phänomen Chueca“, das „die Normalisierung, die Sichtbarkeit und die Kommerzialisierung des Schwul-Lesbischen widerspiegelt“. Es bedeute auch das Miteinanderleben von Menschen verschiedener sexueller Orientierungen, welches dazu führt, dass eine alte Dame an ihrem Balkon heute ganz selbstverständlich eine Regenbogenfahne zum Christopher Street Day (CSD) als Stadtteilfest hisst. Jedes Jahr findet dort mittlerweile eine CSD-Parade statt, die Spanier und ausländische Gäste anzieht.
Im Mai 2016 nannte die Bürgermeisterin Carmen Carmela einen der wichtigsten Plätze des Quartiers zum Pedro Zerolo Platz, als Andenken an den im selben Jahre verstorbenen Anwalt, Aktivisten und Führungsmitglied der sozialistischen Partei Spaniens Pedro Zerolo, welcher sich stark für die gleichgeschlechtlichen Ehe einsetzte.
Koordinaten: 40° 25′ 18″ N, 3° 41′ 53″ W

## Chueca in der Kunst
Carlos Sanrune wählte Chueca als Kulisse seines Romanes Der Gladiator von Chueca (1992), darin erzählt er die Geschichte eines Strichers der 90er Jahre. Weitere Romane wie Las distancias cortas (2008) von Íñigo Sota Heras oder La loca aventura de vivir von Leopoldo Alas spielen in Chueca.
Ausstellungen zum Thema Homosexualität finden hauptsächlich in Chueca statt. Namhaft das alljährliche Festival Visible, wo Werke von Künstlern wie Roberto González Fernández, David Trullo, Wilhelm von Gloeden oder Jean Cocteau gezeigt wurden. Ausstellungen wie De bares hacia la exposicón(2011) von Daniel Garbade, oder die Illustrationen von Miguel Navia in Chueca (2014) reflektieren den Alltag im Quartier.
Des Weiteren ist Chueca ein beliebter Drehort für Spielfilme. Eloy de Iglesias drehte dort seinen letzten Film: Los novios bulgaros nach dem gleichnamigen Roman von Eduardo Mendicutti, Der Club der Bären von Miguel Albaladejo,Chuecatown von Juan Flahn, Fuera de carta von Nacho Garcia Velilla oder Freunde fürs Leben von Cesc Gay fanden dort ihre Filmkulisse.